# Эдуард Суровый. Слёзы Брайтона
«Эдуа́рд Суро́вый. Слёзы Бра́йтона» — комедийный кинофильм, снятый в жанре псевдодокументалистики, вышедший на телеканале ТНТ 30 декабря 2019 года.

## Сюжет
Основное действие фильма разворачивается в 1974 году. После отказа Франции принимать участие в музыкальном конкурсе «Европесение-1974», на конкурс было решено послать представителя СССР. КГБ СССР решает послать на конкурс в сопровождении своего человека не известного советского певца (в качестве кандидатур были Лев Лещенко и Валерий Ободзинский), а малоизвестного барда-самоучку Эдуарда Сурового. 
После провального выступления на репетиции конкурса (с песней про Ставропольский край) королева Великобритании всё же решает оставить Эдуарда в финале, чтобы советский представитель опозорился по-крупному. Однако после знакомства в пабе с гастролирующей балериной Ольгой Грейсток, будучи в изрядном подпитии, Эдуард пишет новую песню («Love Of Russian Man») и исполняет её на конкурсе, а его новые знакомые (балерина Ольга, скрипач и хоккеист сборной СССР) устраивают импровизированное шоу. 
В итоге песня, исполненная Эдуардом Суровым, побеждает в конкурсе, однако во время традиционной церемонии обливания победителя шампанским на теле Эдуарда замыкает подслушивающее устройство, и он умирает прямо на сцене. Чтобы не раздувать международный скандал, в «верхах» по обоюдному согласию СССР и Великобритании договорились переснять конкурс на следующий день (в итоге победила группа «ABBA» с песней «Waterloo»), а имя Эдуарда Сурового вычеркнуть отовсюду.
Фильм повествуется от лица британского журналиста Говарда Кэмбла, который нашёл открытку с изображением Эдуарда Сурового в фотоархиве своего отца. В процессе фильма своими «воспоминаниями» об Эдуарде Суровом делятся известные деятели культуры: Михаил Боярский, Александр Ширвиндт, Лев Лещенко и другие.

## В ролях
- Гарик Харламов — Эдуард Серафимович Суровый, бард-самоучка / Гарик Харламов (камео)
- Даниэль Хорват — Говард Кэмбл, британский журналист
- Ольга Кожевникова — Ольга Грейсток, балерина
- Олег Алмазов — Игорь Конопацкий, агент КГБ

### Камео
- Александр Ширвиндт (представлен как «сосед Эдуарда Сурового»)
- Михаил Боярский
- Лев Лещенко
- Иван Ургант
- Филипп Киркоров
- Тимати
- Григорий Лепс (представлен как «родной брат Эдуарда Сурового Леонид Потиевич Суровый»)
- Лариса Рубальская
- Максим Фадеев
- Дима Билан
- Кристина Асмус
- Максим Галкин
- Вячеслав Фетисов (представлен как «хоккеист сборной СССР-участник импровизированного шоу»)

## Цензура
Телеканал ТНТ 28 января 2023 года повторил фильм, вырезав кадры с выступавшими против российского вторжения на Украину Иваном Ургантом и Максимом Галкиным, а также вырезав слова поэтессы Ларисы Рубальской: «Нам партия скажет направо, мы сразу направо пойдём. На правое дело идём мы направо, а скажут — налево пойдём».